# 2,4-dichloorfenoxyazijnzuur
2,4-dichloorfenoxyazijnzuur of 2,4-D is een veelgebruikt herbicide dat in de jaren 40 van de 20e eeuw door de American Chemical Paint Company werd ontwikkeld en sedert ca. 1950 op de markt is. Het is een wit tot geel poeder, dat redelijk goed oplosbaar is in water. In commerciële producten wordt vaak een ester (zoals 2,4-D-isopropyl) of zout (zoals natrium- of aminezouten) van 2,4-D gebruikt. De zouten van 2,4-D zijn goed oplosbaar in water.

## Geschiedenis
2,4-dichloorfenoxyacetaatzuur, 2,4-D (structuur zie fig. 7) is een herbicide die in 1942 ontdekt werd en in 1944 op de markt kwam. Het is toxisch voor tweezaadlobbigen, maar minder voor grassen.

## Werking
2,4-dichloorfenoxyazijnzuur is een synthetisch auxine, een plantenhormoon dat de groei verstoort van de planten waarin het opgenomen wordt. Het is een systemisch herbicide, dat opgenomen wordt door de bladeren (esters van 2,4-dichloorfenoxyazijnzuur) of wortels (zouten) en getransporteerd naar de meristemen van de plant. Het veroorzaakt een oncontroleerbare groei, de bladeren gaan opkrullen en uiteindelijk verwelkt en sterft de plant af.

## Toepassingen
2,4-dichloorfenoxyazijnzuur is werkzaam tegen tweezaadlobbigen, zoals akkerdistel, akkermelkdistel, paardenbloem of madeliefje. 2,4-D wordt voornamelijk gebruikt voor de bestrijding van brede bladonkruiden in graangewassen (zoals tarwe, maïs en rijst) en op grasvelden en gazons. Grassen en granen zijn eenzaadlobbigen en daarop heeft het geen effect. Het is ook veel gebruikt in combinatie met andere herbiciden voor onkruidbestrijding in de bosbouw, boomgaarden en niet-gewasgebieden en voor de controle van waterig onkruid. De fenoxy-zuurgroep van herbiciden is waarschijnlijk een van de meest gebruikte herbiciden. De Verenigde Staten, Zuid-Amerika, Europa en de voormalige Sovjet-Unie zijn belangrijke markten voor 2,4-D onkruidbestrijding.
Er zijn veel producten op de markt waarin 2,4-dichloorfenoxyazijnzuur gecombineerd is met een of meer andere herbiciden, meestal MCPA, dicamba en/of mecoprop. Gecombineerde producten "meststof + onkruidbestrijding" voor gazons bevatten gewoonlijk 2,4-dichloorfenoxyazijnzuur en dicamba.

## Regelgeving
In het kader van de Europese regelgeving voor pesticiden werd 2,4-dichloorfenoxyazijnzuur geëvalueerd en opgenomen in de lijst van gewasbeschermingsmiddelen die de lidstaten mogen erkennen. De termijn van deze opname liep tot 30 september 2012.

## Toxicologie en veiligheid
2,4-dichloorfenoxyazijnzuur is een matig toxische stof. Ze is irriterend voor ogen, huid en luchtwegen. De stof heeft effecten op het zenuwstelsel. Langdurige blootstelling kan de huid overgevoelig maken en een eczeemachtige huidaandoening veroorzaken. Ook kan de stof op de lever en de nieren inwerken.
De aanvaardbare dagelijkse inname (ADI) is 0,05 mg/kg lichaamsgewicht.